# Попович Надія Миколаївна
Попович Надія Миколаївна (16 січня 1961, Фитьків, Надвірнянський район, Станіславська область, УРСР— †7 травня 1995, Фитьків,  Надвірнянський район, Івано-Франківська область, Україна) — українська письменниця, поетеса, педагог.

## Життєпис
Попович Надія Миколаївна народилась 16 січня 1961 року в селі Фитьків, що на Надвірнянщині.  Захворівши у 15-річному віці, дівчина до кінця виділених долею літ залишалася прикутою до ліжка. Єдиною відрадою для неї стала поезія, глибокий внутрішній потяг до високого літературного слова, яке полюбила ще у шкільну пору. У 1977р. стає членом обласного літературного об'єднання «Іскри юності», літературної студії «Бистрінь»— з часу заснування. 1978р закінчила середню школу с. Перерісль.
1985р.— перші вірші Надії Попович були надруковані в обласній молодіжній газеті «Комсомольський прапор». 1988 — створила літературну студію «Первоцвіт», членами якої стали учні Фитьківської та Переріслянської шкіл.
Протягом 1990 - 1995 роках навчалася на філологічному факультеті Прикарпатського національного університету імені Василя Стефаника, який закінчує з відзнакою.  У цьому часі плідно творила поезію, друкуючись у відомих українських часописах, писала літературно-художні сценарії свят, відтворювала історію заснування рідного села у п'єсі «Легенда про Фитьків», стала дипломантом Симоненкового збору молодих поетів України та Міжнародного конкурсу молодих українських літераторів «Гранослов-93». У червні 1994р.  видає першу поетичну збірку «Серед минущості буття», друкується у книзі про Надвірнянщину «Страгора», альманасі «Жниво на стерні». Поетична книжка «Портрет долі» (1995), і збірник сценаріїв свят та літературно-музичних композицій «Співаю тобі, Україно» (1999), і вагомі добірки поезій в альманасі «Купальська злива» (2002) й антології «Літоплин над Бистрицею» (2007) літстудії «Бистрінь» побачили світ після її смерті.
7 травня 1995р. поетеса померла.

## Пам'ять
2001р. засновано районну літературну премію імені Надії Попович у галузі літератури, культури, образотворчого й народного мистецтва.
У школі, де навчалася поетеса до хвороби, відкрито музей-кімнату.

## Творчий наробок
- «Серед минущості буття» (1994)
- «Портрет долі» (1995)
- добірки поезій в альманахах «Жниво на стерні» (1997)
- «Співаю тобі, Україно» (1999)
- «Купальська злива» (2002)
- антології «Літоплин над Бистрицею» (2007)
- «Свічі любові» (2010)

- Портрет долі [Текст]: вірші / Н. Попович; ред. О. Слоньовська. — Надвірна, 1995. — 84 с., порт.
- еред минущості буття [Текст]: вірші / Н. Попович; ред. Г. Турелик. — Івано-Франківськ, 1994. — 60 с.
- Свічі любові [Текст]: поезія / Н. Попович; упоряд. та ред. Н. Чир. — Коломия: Вік, 2010. — 320 с.
- Співаю тобі, Україно [Текст]: сцен. свят., літ-муз. композ., вистави / Н. Попович. — Івано-Франківськ: ОІПОПП, 1999. — 222с.

- Попович Н. Хліб пекти із крупинками солі…: Поезія / Н.Попович // Перевал.– 2012. — НЗ. — С.72-75
- Попович Н. Перед портретом Марусі Чурай; Про Кобзаря; Пам'яті моєї вчительки М. Д. Ментинської; Гуцульщина; Молитва; Про Фитьків: вірші / Н. Попович // Народна Воля. — 2011. — 14 січ. — С. 4-5.
- Попович Н. Несемо хрест хто більший, а хто менший: [вірш] / Н. Попович // Нова Зоря. — 2009. — 7 серп.
- Попович Н. Поезії: [Текст] / Н. Попович // Літоплин над Бистрицею: антологія. — Івано-Франківськ: Місто НВ, 2007. — С. 195—208.
- Попович Н. Вірші: [Текст] / Н. Попович // Бурнашов Г. Згасла, щоб світити людям / Г. Бурнашов. — Івано-Франківськ: Просвіта, 2006. — С. 31-43.
- Попович Н. На роздоріжжі: поезії / Н. Попович // Народна Воля. — 2006. — 13 січ.
- Попович Н. Поезії: [Текст] / Н. Попович // Купальська злива: альманах творів літстудії «Бистрінь» Надвірнянщини. — Івано-Франківськ. — Тіповіт, 2002. — С. 162—169.